# Skibob-Weltmeisterschaften 2018
Die 39. Skibob-Weltmeisterschaften fanden von 1. bis 4. März 2018 in Lenggries im deutschen Bundesland Bayern statt. Ausgetragen wurden die Disziplinen Super-G, Riesenslalom und Slalom. Medaillen wurden außerdem in der Kombinationswertung vergeben. Für die Organisation zeichnete der Skiclub Lenggries verantwortlich.

## Teilnehmer
Teilnehmerländer und Anzahl der Starter in Klammern:
| Europa (7 Länder)                                                 | Europa (7 Länder)                                            | Europa (7 Länder) |
| ----------------------------------------------------------------- | ------------------------------------------------------------ | ----------------- |
| - Deutschland (30) - Luxemburg (10) - Österreich (49) - Polen (4) | - Schweiz (2) - Tschechien (23) - Vereinigtes Königreich (2) |                   |
| Amerika (1 Land)                                                  |                                                              |                   |
| - Brasilien (1)                                                   |                                                              |                   |

## Medaillenspiegel
Berücksichtigt sind nur die Rennen in der allgemeinen Klasse.
| Platz | Land        |   |   |   |    |
| ----- | ----------- | - | - | - | -- |
| 1     | Tschechien  | 7 | 3 | 1 | 11 |
| 2     | Österreich  | 1 | 3 | 6 | 10 |
| 3     | Deutschland | – | 2 | 1 | 3  |

## Herren

### Super-G
| Platz | Land | Sportler               | Zeit (min) |
| ----- | ---- | ---------------------- | ---------- |
| 01    | CZE  | Pavel Čiháček          | 0:44,80    |
| 02    | AUT  | Roland Wlezcek         | 0:46,31    |
| 03    | AUT  | Markus Achleitner      | 0:46,64    |
| 04    | SUI  | Christian Tschümperlin | 0:46,77    |
| 05    | AUT  | Christian Ablinger     | 0:46,93    |
| 06    | CZE  | Ondřej Pavlíček        | 0:47,07    |
| 07    | CZE  | Aleš Housa             | 0:47,31    |
| 08    | CZE  | Pavel Hlaváč           | 0:47,68    |
| 09    | GER  | Clemens Müller         | 0:47,99    |
| 10    | AUT  | Gerfried Seeber        | 0:48,11    |

Datum: 2. März, 9:00 Uhr

Strecke: Weltcuphang

Starthöhe: 1023 m, Zielhöhe: 753 m

Höhenunterschied: 270 m, Länge: 1075 m

Kurssetzer: Karl Haider (GER), 26 Tore
26 Sportler am Start, davon 23 klassiert

Ausgeschieden u. a.: Martin Gutjahr (AUT)
Titelverteidiger:  Pavel Čiháček

### Riesenslalom
| Platz | Land | Sportler           | Zeit (min) |
| ----- | ---- | ------------------ | ---------- |
| 01    | CZE  | Pavel Čiháček      | 1:20,67    |
| 02    | CZE  | Aleš Housa         | 1:23,55    |
| 03    | AUT  | Roland Wlezcek     | 1:24,32    |
| 04    | CZE  | Ondřej Pavlíček    | 1:24,94    |
| 04    | AUT  | Gerfried Seeber    | 1:24,94    |
| 06    | AUT  | Christian Ablinger | 1:25,14    |
| 06    | AUT  | Markus Achleitner  | 1:25,14    |
| 08    | AUT  | Michael Höller     | 1:26,05    |
| 09    | CZE  | Pavel Hlaváč       | 1:26,33    |
| 10    | CZE  | Michal Pasler      | 1:27,61    |

Datum: 3. März, 9:30 Uhr bzw. 12:15 Uhr

Strecke: Weltcuphang

Starthöhe: 975 m, Zielhöhe: 753 m

Höhenunterschied: 222 m, Länge: 700 m

Kurssetzer 1. Durchgang: Fritz Coloini (AUT), 28 Tore

Kurssetzer 2. Durchgang: Pavel Hlaváč (CZE), 28 Tore
26 Sportler am Start, davon 23 klassiert

Titelverteidiger:  Pavel Čiháček

### Slalom
| Platz | Land | Sportler           | Zeit (min) |
| ----- | ---- | ------------------ | ---------- |
| 01    | CZE  | Pavel Čiháček      | 1:29,34    |
| 02    | CZE  | Aleš Housa         | 1:31,46    |
| 03    | AUT  | Markus Achleitner  | 1:34,20    |
| 04    | CZE  | Ondřej Pavlíček    | 1:34,35    |
| 05    | AUT  | Christian Ablinger | 1:34,56    |
| 06    | CZE  | Pavel Hlaváč       | 1:36,30    |
| 07    | AUT  | Roland Wlezcek     | 1:36,66    |
| 08    | GER  | Clemens Müller     | 1:41,49    |
| 09    | AUT  | Lukas Kalinitsch   | 1:55,29    |
| 10    | LUX  | Marc Frapporti     | 2:12,32    |

Datum: 2. März, 15:15 Uhr bzw. 17:15 Uhr

Strecke: Weltcuphang

Starthöhe: 925 m, Zielhöhe: 735 m

Höhenunterschied: 190 m, Länge: 590 m

Kurssetzer 1. Durchgang: Bernd Zobel (AUT), 38 Tore

2. Durchgang: 38 Tore
26 Sportler am Start, davon 16 klassiert

Ausgeschieden u. a.: Gerfried Seeber (AUT)
Titelverteidiger:  Pavel Čiháček

### Kombination
| Platz | Land | Sportler           | Zeit (min) |
| ----- | ---- | ------------------ | ---------- |
| 01    | CZE  | Pavel Čiháček      | 3:34,81    |
| 02    | CZE  | Aleš Housa         | 3:42,32    |
| 03    | AUT  | Markus Achleitner  | 3:45,98    |
| 04    | CZE  | Ondřej Pavlíček    | 3:46,36    |
| 05    | AUT  | Christian Ablinger | 3:46,63    |
| 06    | AUT  | Roland Wlezcek     | 3:47,29    |
| 07    | CZE  | Pavel Hlaváč       | 3:50,31    |
| 08    | GER  | Clemens Müller     | 4:00,84    |
| 09    | AUT  | Lukas Kalinitsch   | 4:15,28    |
| 10    | LUX  | Eric Mathias       | 4:57,12    |

Das Ergebnis der Kombination setzt sich aus den addierten Zeiten von Super-G, Riesenslalom und Slalom zusammen.

15 Sportler klassiert
Titelverteidiger:  Pavel Čiháček

## Damen

### Super-G
| Platz | Land | Sportler              | Zeit (min) |
| ----- | ---- | --------------------- | ---------- |
| 01    | AUT  | Claudia Hartl         | 0:48,29    |
| 02    | AUT  | Lisa Zaff             | 0:48,37    |
| 03    | CZE  | Stanislava Preclíková | 0:49,26    |
| 04    | GER  | Silvia Steininger     | 0:49,27    |
| 05    | CZE  | Aneta Havlíčková      | 0:49,78    |
| 06    | CZE  | Kristýna Harnachová   | 0:50,61    |
| 07    | CZE  | Gabriela Jašková      | 0:51,17    |
| 08    | AUT  | Sarah Gruber          | 0:51,33    |
| 09    | AUT  | Michelle Schwaiger    | 0:56,90    |
| 10    | POL  | Anna Chrapek          | 0:57,46    |

Datum: 2. März, 9:00 Uhr

Strecke: Weltcuphang

Starthöhe: 1023 m, Zielhöhe: 753 m

Höhenunterschied: 270 m, Länge: 1075 m

Kurssetzer: Karl Haider (GER), 26 Tore
12 Sportlerinnen am Start, davon 12 klassiert

Titelverteidigerin:  Claudia Hartl

### Riesenslalom
| Platz | Land | Sportler              | Zeit (min) |
| ----- | ---- | --------------------- | ---------- |
| 01    | CZE  | Stanislava Preclíková | 1:28,24    |
| 02    | AUT  | Claudia Hartl         | 1:28,77    |
| 03    | GER  | Silvia Steininger     | 1:29,82    |
| 04    | AUT  | Lisa Zaff             | 1:31,59    |
| 05    | CZE  | Kristýna Harnachová   | 1:32,98    |
| 06    | AUT  | Sarah Gruber          | 1:33,99    |
| 06    | CZE  | Aneta Havlíčková      | 1:33,99    |
| 08    | CZE  | Gabriela Jašková      | 1:35,38    |
| 09    | AUT  | Michelle Schwaiger    | 1:43,02    |
| 10    | POL  | Anna Chrapek          | 1:43,18    |

Datum: 3. März, 9:30 Uhr bzw. 12:15 Uhr

Strecke: Weltcuphang

Starthöhe: 975 m, Zielhöhe: 753 m

Höhenunterschied: 222 m, Länge: 700 m

Kurssetzer 1. Durchgang: Fritz Coloini (AUT), 28 Tore

Kurssetzer 2. Durchgang: Pavel Hlaváč (CZE), 28 Tore
12 Sportlerinnen am Start, davon 12 klassiert

Titelverteidigerin:  Claudia Hartl

### Slalom
| Platz | Land | Sportler                      | Zeit (min) |
| ----- | ---- | ----------------------------- | ---------- |
| 01    | CZE  | Stanislava Preclíková         | 1:39,88    |
| 02    | GER  | Silvia Steininger             | 1:42,92    |
| 03    | AUT  | Claudia Hartl                 | 1:49,54    |
| 04    | CZE  | Kristýna Harnachová           | 1:50,46    |
| 05    | AUT  | Lisa Zaff                     | 1:51,91    |
| 06    | AUT  | Sarah Gruber                  | 1:52,88    |
| 07    | POL  | Anna Chrapek                  | 1:57,29    |
| 08    | AUT  | Michelle Schwaiger            | 2:04,46    |
| 09    | CZE  | Gabriela Jašková              | 2:06,37    |
| 10    | BRA  | Christiane Driemeyer-Stenchly | 2:27,34    |

Datum: 2. März, 15:15 Uhr bzw. 17:15 Uhr

Strecke: Weltcuphang

Starthöhe: 925 m, Zielhöhe: 735 m

Höhenunterschied: 190 m, Länge: 590 m

Kurssetzer 1. Durchgang: Bernd Zobel (AUT), 38 Tore

2. Durchgang: 38 Tore
12 Sportlerinnen am Start, davon 11 klassiert

Ausgeschieden: Aneta Havlíčková (CZE)
Titelverteidigerin:  Silvia Steininger

### Kombination
| Platz | Land | Sportler                      | Zeit (min) |
| ----- | ---- | ----------------------------- | ---------- |
| 01    | CZE  | Stanislava Preclíková         | 3:57,38    |
| 02    | GER  | Silvia Steininger             | 4:02,01    |
| 03    | AUT  | Claudia Hartl                 | 4:06,60    |
| 04    | AUT  | Lisa Zaff                     | 4:11,87    |
| 05    | CZE  | Kristýna Harnachová           | 4:14,05    |
| 06    | AUT  | Sarah Gruber                  | 4:18,20    |
| 07    | CZE  | Gabriela Jašková              | 4:32,92    |
| 08    | POL  | Anna Chrapek                  | 4:37,93    |
| 09    | AUT  | Michelle Schwaiger            | 4:44,38    |
| 10    | BRA  | Christiane Driemeyer-Stenchly | 5:33,00    |

Das Ergebnis der Kombination setzt sich aus den addierten Zeiten von Super-G, Riesenslalom und Slalom zusammen.

11 Sportlerinnen klassiert
Titelverteidigerin:  Claudia Hartl

## Altersklassen
Neben den Herren- und Damenrennen in der allgemeinen Klasse wurden in allen Disziplinen auch die Weltmeister in den Altersklassen Schüler (nur weiblich), Schüler 1, Schüler 2 (beide nur männlich), Jugend (männlich und weiblich), AK 1 (nur männlich), AK 2, AK 3 (beide männlich und weiblich) und AK 4 (nur männlich) ermittelt.